# Exploração (socioeconomia)
A exploração do trabalho é o acto de utilizar o poder para extrair sistematicamente mais valor dos trabalhadores do que aquele que lhes é dado. É uma relação social baseada numa assimetria de poder entre os trabalhadores e os seus empregadores. Quando se fala de exploração, há uma filiação directa com o consumo na teoria social e, tradicionalmente, isto rotularia a exploração como tirando vantagem injusta de outra pessoa devido à sua posição inferior, dando ao explorador o poder.
Karl Marx é considerado o teórico mais clássico e influente da exploração. Ao analisar a exploração, os economistas estão divididos quanto à explicação da exploração do trabalho dada por Marx e Adam Smith. Smith não viu a exploração como um fenómeno sistemático inerente em certos sistemas económicos como Marx viu, mas sim como uma injustiça moral opcional.

## Teoria Marxista
A teoria da exploração de Marx é um dos principais elementos analisados na economia Marxiana, e alguns teóricos sociais consideram-na como uma pedra angular no pensamento marxista. Marx creditou os escritores do Iluminismo escocês por terem originalmente proposto uma interpretação materialista da história. Na sua Crítica ao Programa de Gotha, Marx estabeleceu princípios que deviam reger a distribuição do bem-estar sob o socialismo e o comunismo - estes princípios viam a distribuição a cada pessoa de acordo com o seu trabalho e necessidades. A exploração é quando estes dois princípios não são cumpridos, quando os agentes não estão a receber de acordo com o seu trabalho ou necessidades. Este processo de exploração faz parte da redistribuição do trabalho, ocorrendo durante o processo de troca do trabalho produtivo actual dos agentes por um trabalho social estabelecido em bens recebidos. O trabalho posto em produção é incorporado nos bens e a exploração ocorre quando alguém compra um bem, com os seus rendimentos ou salários, por um montante desigual ao total do trabalho que colocou. Esta mão de obra executada por uma população durante um determinado período de tempo é igual à mão de obra incorporada nos bens que constituem o produto nacional líquido (PNL). O PNL é então de alguma forma associado aos membros da população e é isto que cria os dois grupos, ou agentes, envolvidos na troca de bens: exploradores e explorados.
Os exploradores são os agentes capazes de comandar bens, com receitas provenientes dos seus salários, que são encarnados com mais mão de obra do que os próprios exploradores propuseram - com base nas relações sociais exploradoras da produção capitalista. Estes agentes têm frequentemente um estatuto de classe e propriedade de bens produtivos que ajudam a optimizar a exploração. Os exploradores seriam tipicamente a burguesia. Entretanto, os explorados são aqueles que recebem menos do que a média do produto que produzem. Se os trabalhadores receberem uma quantidade equivalente ao seu produto médio, não há mais receitas e, portanto, estes trabalhadores não podem usufruir dos frutos do seu próprio trabalho e a diferença entre o que é feito e o que pode comprar não pode ser justificada por redistribuição de acordo com a necessidade. Os explorados são o proletariado.

### Mais-trabalho e a teoria do valor-trabalho
Os exploradores apropriam-se do excesso de mão de obra de outrem, que é a quantidade de mão de obra que excede o necessário para a reprodução da força de trabalho de um trabalhador e das condições básicas de vida. Noutros termos, isto implica que o trabalhador seja capaz de manter condições de vida suficientes para poder continuar a trabalhar. Marx não tenta ligar isto apenas a instituições capitalistas, pois observa como historicamente, há registos desta apropriação de mão de obra excedentária em instituições com trabalho forçado, como as baseadas na escravatura e sociedades feudais. No entanto, a diferença que ele realça é o facto de que quando esta apropriação de trabalho excedentário ocorre em sociedades como as capitalistas, está a ocorrer em instituições que aboliram o trabalho forçado e descansam sobre o trabalho livre. Isto vem da teoria do valor-trabalho de Marx, que afirma que o valor de troca de uma mercadoria é proporcional à quantidade de tempo de trabalho socialmente necessário para produzir a mercadoria.
Numa economia capitalista, os trabalhadores são pagos de acordo com este valor e o valor é a fonte de toda a riqueza. O valor é determinado pela utilidade particular de uma mercadoria para um agente e se a mercadoria resulta da actividade humana, deve ser entendida como um produto de trabalho concreto, trabalho qualitativamente definido. Os capitalistas são capazes de comprar força de trabalho aos trabalhadores, que só podem trazer a sua própria força de trabalho para o mercado. Uma vez que os capitalistas são capazes de pagar ao trabalhador menos do que o valor produzido pelo seu trabalho, o trabalho excedente forma-se e isto resulta nos lucros dos capitalistas. Isto é o que Marx quis dizer com "mais-valia" (ou mais-valor), que ele viu como "uma expressão exacta para o grau de exploração da força de trabalho pelo capital, ou do trabalhador pelo capitalista". Este lucro é utilizado para pagar as despesas gerais e o consumo pessoal do capitalista, mas é sobretudo utilizado para acelerar o crescimento e assim promover um maior sistema de exploração.
O grau de exploração da força de trabalho é ditado pela taxa de mais-valia como a proporção entre mais-valor/mais-produto e valor/produto necessários. O valor/produto excedente é a mão de obra excedentária materializada ou o tempo de trabalho excedente, enquanto que o valor/produto necessário é a mão de obra necessária materializada em relação aos trabalhadores, tal como a reprodução da força de trabalho. Marx chamou à taxa de mais-valia uma "expressão exacta do grau de exploração da força de trabalho pelo capital". Estas teorias acabam por demonstrar a principal questão de Marx com o capitalismo: não é que o capitalismo seja uma instituição onde a troca de trabalho é coerciva, mas que nesta instituição uma classe ainda se torna significativamente mais rica enquanto a outra se empobrece.